# Akademia Rzygaczy
Trwa dyskusja nad usunięciem tego artykułu, kliknij i weź w niej udział.

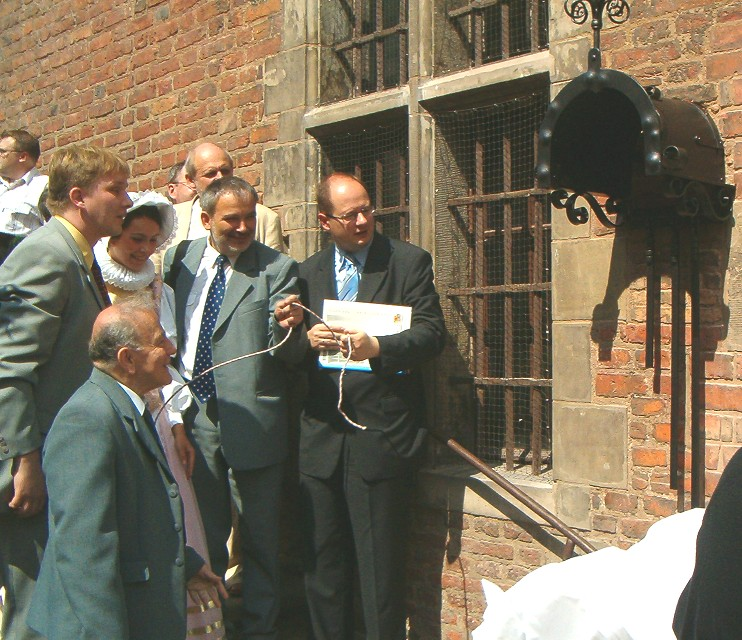
Uroczyste odsłonięcie gdańskich wzorców miar z udziałem przedstawicieli Akademii Rzygaczy, Pawła Adamowicza i Andrzeja Januszajtisa

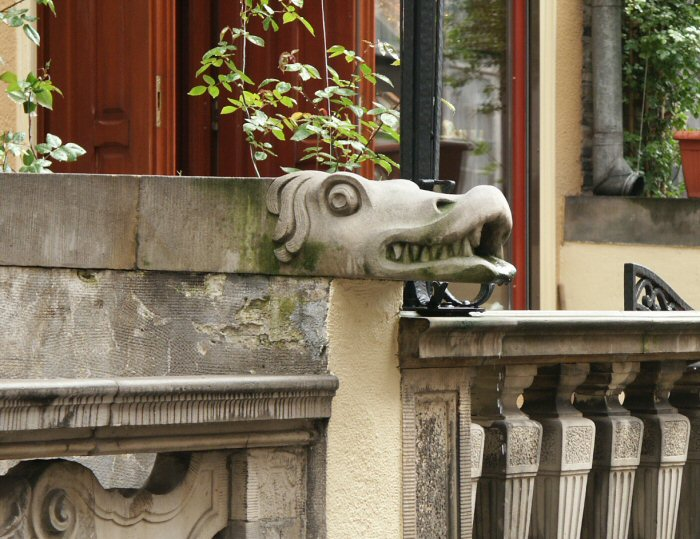
Jeden z gdańskich rzygaczy

Akademia Rzygaczy – nazwa stowarzyszenia skupiającego miłośników i pasjonatów Gdańska. Prowadzi wirtualną placówkę quasi-naukową pod tą samą nazwą.
Akademia Rzygaczy jako byt wirtualny (strona internetowa) utworzona została 3 czerwca 2003 r. przez Aleksandra Masłowskiego (pod pseud. „prof. wirt. Grün”). Celem jej istnienia było publikowanie efektów amatorskich badań historii Gdańska, z naciskiem na historię szczegółową, odnoszącą się do miejsc, obiektów i osób, które wcześniej nie były przedmiotem zainteresowania autorów publikacji popularnonaukowych. Liczba osób współtworzących Akademię Rzygaczy wahała się od kilku do kilkunastu. W 2005 r. nieformalna dotychczas grupa utworzyła stowarzyszenie zwykłe Akademia Rzygaczy.
Nazwa Akademii odnosi się do rzygacza – elementu architektonicznego, który ma za zadanie ochraniać budynek przez odprowadzanie wody od niego oraz być jego ozdobą. Członkowie Akademii Rzygaczy stawiają sobie podobne cele – chcą chronić historyczne budowle, działać na rzecz przywrócenia dawnego piękna Gdańska oraz, poprzez działalność edukacyjną, uświadomić innym to piękno.
30 lipca 2005 z inicjatywy i dzięki projektowi Akademii na fasadę Ratusza Głównomiejskiego powróciły gdańskie wzorce miar.
W ramach Akademii Rzygaczy działają wydziały:
- Wydział Archistologii
- Wydział Kolejnictwa i Tramwajnictwa
- Wydział Postaciologii
- Wydział Sopotologii
- Wydział Morski
- Wydział Bellografii i Certaminologii
- Wydział Nekriografii
- Wydział Zdrowotności
- Wydział Parahistorii
- Wydział Parkologii
- Wydział Symbolologii
- Zakład Gdańskografii
- Wydział Umuzykalnienia
- Instytut Ulicologii
- Zakład Turpistyki Miejskiej

oraz	
- Biblioteka
- Aquatorium
- Muzeum Akademii Rzygaczy.